# Kōkō

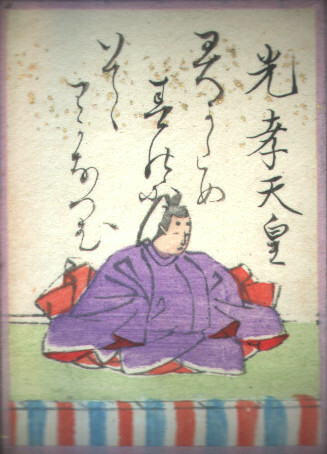
Kōkō, Illustration aus einer Hyakunin-Isshu-Ausgabe (Edo-Zeit)

Kōkō (jap. 光孝天皇, Kōkō-tennō; * 830; † 26. August 887) war der 58. Tennō von Japan (884–887). Er war der dritte Sohn des Nimmyō-tennō.
Allerdings hatte er kaum reale Macht. Der Hofadelige Fujiwara no Mototsune (836–891) aus der Familie der Fujiwara führte für sich selbst die Position eines Kampaku (Regenten) ein, um die Macht der Fujiwara durch die gesamte Regierungszeit des erwachsenen Kaisers fortzusetzen und Japan de facto selbst zu regieren.